# SS-Polizei-Regiment Brixen
Le Régiment de police SS Brixen (SS-Polizei-Regiment Brixen) est une formation de sécurité de la police de l'ordre allemande pendant la Seconde Guerre mondiale. L'unité a opéré le long des Alpes, menant une guerre de sécurité nazie dans le nord de l'Italie occupée par les Allemands.

## Formation et service
Le SS-Polizei-Regiment Brixen est formé le 12 octobre 1944 à Brixen, en Italie, à partir de conscrits locaux (ethniquement allemands, région du Tyrol) avec un cadre d'Allemands (provenant du 26e Régiment de police SS) ; sa formation s'achève en décembre. 
Le mois précédent, elle déclare un effectif de 1 335 hommes répartis en trois bataillons. Lorsque les hommes apprennent qu'ils pourraient être transférés au front en début de 1945, beaucoup désertent. En février, les deux bataillons restants sont utilisés pour reconstruire le 80e Régiment SS de Grenadier de la 31e SS Volunteer Grenadier Division,,.
L'unité est dissoute avec cette absorption.